# Rudi Webel
Rudi Webel (* 2. Juli 1939) ist ein ehemaliger deutscher Fußballspieler.

## Karriere
Webel gehörte dem SV Phönix 03 Ludwigshafen als Stürmer an und kam in der Saison 1961/62 in elf Punktspielen, in denen er zwei Tore erzielte, in der Oberliga Südwest zum Einsatz. Mit dem Abstieg am Saisonende in die 2. Oberliga Südwest bestritt er in dieser Punktspiele und trug zum Aufstieg in die Regionalliga Südwest 1963/64 bei.
Im Wettbewerb um den DFB-Pokal kam er am 8. April 1964 beim 3:0-Erstrundensieg im Kickers-Stadion gegen die dort heimischen Stuttgarter Kickers zu seinem Pokaldebüt. Das am 22. April 1964 im heimischen Südweststadion ausgetragene Achtelfinale wurde gegen den FC Schalke 04 mit 1:2 verloren.
In der Folgesaison spielte er für seinen Verein, durch die Fusion mit dem TuRa Ludwigshafen unter dem Namen SV Südwest Ludwigshafen, jedoch nur zweimal.

## Anmerkung
1. ↑  Statistik nur für 1961/62

| Personendaten    | Personendaten            |
| ---------------- | ------------------------ |
| NAME             | Webel, Rudi              |
| KURZBESCHREIBUNG | deutscher Fußballspieler |
| GEBURTSDATUM     | 2. Juli 1939             |